# Spencer (Oklahoma)
Spencer – miasto w Stanach Zjednoczonych, w stanie Oklahoma, w hrabstwie Oklahoma.